# ブルー・シャトウ
「ブルー・シャトウ」(Blue Chateau) は、ジャッキー吉川とブルー・コメッツが1967年にヒットさせた楽曲である。

## 概要
1967年3月15日に発売され、レコード売上150万枚（1968年時点）の同グループ最大のヒット曲となり、第9回日本レコード大賞を受賞した。またこの曲は『第18回NHK紅白歌合戦』（1967年）の際の出場曲で、同時にグループとして2回目の出場曲でもある。橋本淳作詞、井上忠夫（当時。後に井上大輔）作曲、森岡賢一郎編曲。
この曲はもともと、作曲者の井上忠夫が木の実ナナに提供する作品を書いているうちに出来たものである。カナダのレイクルイーズホテルに宿泊中作曲した。その後むしろ男性が歌うべきと考え、ブルー・コメッツの作品として発表したといわれる。ファとシを除いた「四七抜き(よなぬき)短音階」を基調とした日本風の曲であり、井上は発表当時「外国のリズムと日本のメロディーの新しい組み合わせを考えた」と語ったという。また、当時のレコードジャケットのライナーノーツには、この曲がわずか3分で出来たものであることと、発表前に関係者に聴かせたところ「この曲、何となく(童謡の)『月の沙漠』に似ている」と言われたことが記されている。
しかし後年（1987年）、井上自身はこの曲が大ヒットしたことを、もともと洋楽っぽく格好いいもの、ひいては新しいものを目指してきたグループ・サウンズ（GS）というジャンルにとっては「悲劇だった」と振り返っている。
「でも実は（『ブルー・シャトウ』を作ったことは）ジレンマでね。目標としてきた洋楽とは正反対のものを作っちゃったんだから。他のGSがそのまねをさせられ始めたのもつらかった。あの曲からGSの悲劇は始まったと思う」（井上）
さらに井上は「新しい音楽をつくるつもりだったのに、結局は歌謡曲に飲み込まれてしまった」と、当時の悔いを口にしている。
作詞家の湯川れい子は、当時週刊誌のインタビューで「紅いバラの　バラの　かおりが」のような印象的な歌詞があっていいとは思いますが、メロディーはまったく歌謡曲ですね」と答えたことで、週刊誌上で論争になったという。そのため、シャネルズ（のちのラッツ&スター）の「ランナウェイ」の作詞を依頼されたとき、ディレクターから「作詞は井上さんからの推薦で湯川さんに」と聞かされたときはびっくりしたという。
実際にこの曲がヒットした後、「バラ色の雲」「長い髪の少女」など、「売れ線」として歌謡曲調の作品をGSが歌わされるケースが増え、それらは目論見どおりヒットしたため、洋楽に傾倒した作品はますます隅に追いやられる結果となった。因みにザ・スパイダースのかまやつひろしも、やはり後年になって、洋楽色が薄まった「夕陽が泣いている」のヒットについて、「曲が来た時に物凄く抵抗があったが、皮肉なもので当たってしまった」といった旨を語っている
その後井上は、シャネルズのデビュー作「ランナウェイ」を世に送ったが、この曲を作った時に「やっと決着がついた気がした。（GSの時代に本当に）やりたかったことをやっとやれたってね」と述懐している。
一方で井上の死後、ジャッキー吉川は「GSブームはいい曲をたくさん残した。大ちゃん（井上）はそれを誇ってよかったんだ」と語っている。
ブルー・コメッツの曲としては、先行する「青い瞳」・「青い渚」に続く「青い」シリーズの第三弾であり、前2作と同様に、橋本・井上のコンビの作品である。
また、1969年1月にはB面を「青い瞳」（日本語・ステレオ音源バージョン）に、更に1976年7月1日にはB面を「マリアの泉」にそれぞれ差し替えて再リリースされ、1991年7月21日には8cmシングルCDとして初リリースされた。ただしカップリング（B面）は1969年再リリース盤同様、「青い瞳」（日本語・ステレオ音源バージョン）となり、両A面シングルとなっている。

### 青いシリーズ
1a. 青い瞳（英語版） 1966年

1b. 青い瞳（日本語版） 1966年

2. 青い渚 1966年

3.ブルー・シャトウ

番外: 青い月夜（唄=奥村チヨ）
以上の作品は全て橋本・井上コンビ。
なお、このコンビによる色の名前のついた作品には他に「むらさき日記」（1970年、演奏=ジャッキー吉川とブルー・コメッツ）もある。また井上は1967年に美空ひばりの「真赤な太陽」（吉岡治作詞・原信夫作曲）の編曲も手がけている。

## 収録曲
オリジナル盤　定価は370円（当時）
| #         | タイトル                             | 作詞         | 作曲      | 編曲       | 時間 |
| --------- | ------------------------------------ | ------------ | --------- | ---------- | ---- |
| 1.        | 「ブルー・シャトウ（Blue Chateau）」 | 橋本淳       | 井上忠夫  | 森岡賢一郎 | 2:46 |
| 2.        | 「甘いお話（Sweet Talk）」           | ささきひろと | 小田啓義  | 森岡賢一郎 | 3:10 |
| 合計時間: | 合計時間:                            | 合計時間:    | 合計時間: | 合計時間:  | 5:56 |

1969年再リリース盤
| #         | タイトル                       | 作詞      | 作曲      | 編曲       | 時間 |
| --------- | ------------------------------ | --------- | --------- | ---------- | ---- |
| 1.        | 「ブルー・シャトウ」           | 橋本淳    | 井上忠夫  | 森岡賢一郎 | 2:46 |
| 2.        | 「青い瞳（日本語・ステレオ）」 | 橋本淳    | 井上忠夫  | 井上忠夫   | 2:42 |
| 合計時間: | 合計時間:                      | 合計時間: | 合計時間: | 合計時間:  | 5:28 |

1976年再リリース盤（「ブルー・シャトウ/マリアの泉」）
| #         | タイトル             | 作詞         | 作曲      | 編曲       | 時間 |
| --------- | -------------------- | ------------ | --------- | ---------- | ---- |
| 1.        | 「ブルー・シャトウ」 | 橋本淳       | 井上忠夫  | 森岡賢一郎 | 2:46 |
| 2.        | 「マリアの泉」       | 万里村ゆき子 | 井上忠夫  | 森岡賢一郎 | 2:53 |
| 合計時間: | 合計時間:            | 合計時間:    | 合計時間: | 合計時間:  | 5:39 |

1991年再リリース盤（8cmシングルCD スーパー・セレクト・シリーズ「ブルー・シャトウ/青い瞳」）
| #         | タイトル                                     | 作詞      | 作曲      | 編曲       | 時間  |
| --------- | -------------------------------------------- | --------- | --------- | ---------- | ----- |
| 1.        | 「ブルー・シャトウ」                         | 橋本淳    | 井上忠夫  | 森岡賢一郎 | 2:46  |
| 2.        | 「ブルー・シャトウ（オリジナル・カラオケ）」 |           |           |            | 2:46  |
| 3.        | 「青い瞳（日本語・ステレオ）」               | 橋本淳    | 井上忠夫  | 井上忠夫   | 2:42  |
| 4.        | 「青い瞳（オリジナル・カラオケ）」           |           |           |            | 2:42  |
| 合計時間: | 合計時間:                                    | 合計時間: | 合計時間: | 合計時間:  | 10:56 |

## 替え歌
この曲がヒットした直後から、歌詞の各単語の語尾のところに「トンカツ」「ニンニク」「コンニャク」「テンプラ（テンドン）」などといった（主として）食べ物の名前を付けた替え歌が当時の子供たちの間で大流行し、一種の社会現象となった。また、ブルー・コメッツ自身も1969年にTBSテレビで放送された『マエタケ大放送』で替え歌の歌詞を歌っている。2002年に『FNS27時間テレビ』内で放送された「めざまし調査隊SP」の調査結果によると、『日清ちびっこのどじまん』で四方晴美が歌ったのが流行のきっかけとされる。また、鐸木能光は、自身が小学6年生のときに替え歌の歌詞を作ったと主張している。
また、タモリがアルバム「戦後日本歌謡史」のなかで、「ブルー・エンペラー」（演奏:ジャッキー佐藤とブルー・コメットさん）という替え歌を歌っていた。
1989年に放送された常盤薬品工業の『パスビタンD』のCMの中でこの曲の替え歌が使用されていた。

## 収録アルバム
- ブルー・コメッツ＝オリジナル・ヒット第2集
- アメリカのブルー・コメッツ（アレンジ・一部歌詞違いバージョン。イントロ前に琴がフィーチャーされ、１番の歌詞が英語で歌われる。テレビ番組「エド・サリヴァン・ショー」に出演したときにはこのバージョンで演奏した）
- ベスト・オブ・ブルー・コメッツ
- スター・ダブル・デラックス/ジャッキー吉川とブルー・コメッツ
- G.S.R.
- ゴールデン・スター・ワイド・デラックス/ジャッキー吉川とブルー・コメッツ
- ジャッキー吉川とブルー・コメッツ・ベスト
- THE TALES OF BLUE COMETS PAST MASTERS 1965-1972
- THE TALES OF BLUE COMETS PAST MASTERS BOX 1965-1972
- ブルー・コメッツ フォーエバー
- ジャッキー吉川とブルー・コメッツ ゴールデン☆ベスト
- コロムビア歌謡大行進 昭和38年〜46年
- 世界は俺が回してる イメージサウンドトラック
- ジャッキー吉川とブルー・コメッツ ゴールデン☆ベスト コロムビア・イヤーズ (1966〜1972)

　他

## カバーしたアーティスト
- ザ・タイガース - アルバム『40thメモリアルBEST + チャリティーショーLIVE』（2006年）に収録。
- ザ・ジャガーズ　-アルバム『ジャガーズ・ファースト・アルバム』（1968年）に収録。
- 中村晃子 - アルバム『虹色の湖 〜中村晃子ヒット・アルバム〜』（1968年）に収録。
- 沢知美 - アルバム『ALL ABOUT TOMOMI SAWA 魅力のすべて』（1968年）に収録。
- ピンキーとキラーズ - 同グループ主演のテレビ番組『青空に飛び出せ!』（1969年）のなかで替え歌版を歌唱。
- ザ・ベンチャーズ - インストゥルメンタル。
- 木の実ナナ - アルバム『レッツ・ゴー・ナナ』（1968年）に収録。渡辺プロ及びキングレコード所属のGSだった、レオ・ビーツの西信行が編曲を手がけた。
- メイジャー・チューニング・バンド - メドレー曲「ソウル・これっきりですよ!!」（同名シングル（1977年）に収録）の1曲として歌唱。
- ザ・マイクハナサーズ - メドレー曲「ブルー・シャトウを君だけに」（シングル『二人でカンパイ!』（1989年）に収録）の1曲として歌唱。
- 近田春夫&ハルヲフォン - アルバム『ハルヲフォン・メモリアル』（1994年）に収録。
- 石川さゆり - アルバム『二十世紀の名曲たち』（2007年）に収録。
- チキンガーリックステーキ - アルバム『タイムスリップ』（2008年）に収録。
- 髙橋真梨子 - アルバム『No Reason 2 〜もっとオトコゴコロ〜』（2010年）に収録。
- グッチ裕三とグッチーズ - ブルー・コメツブとしてEテレ「ハッチポッチステーション」内『ハッチポッチMTV』で替え歌版を歌唱。
- Takamiy - 映像作品『Takamiy 2015 夏限定 復活バケーション! Live at Pacifico Yokohama Aug.23.2015』（2016年）に収録。
- The KanLeKeeZ - アルバム『G.S. meets The KanLeKeeZ』（2016年）に収録。
- 吉幾三 - アルバム『あの頃の青春を詩う vol.4 グループサウンズ編』（2019年）に収録。
- ザ♂ベルカント5シンガーズ - アルバム『懐かしの昭和歌謡名曲集1～あの時君は若かった～』（2019年）に収録。